# Mark Andre
Mark Andre (Parijs, 10 mei 1964) is een Franse componist, die zijn werkzaamheden voornamelijk uitoefent in Duitsland.
Andre, tot 2007 André, kreeg zijn muzikale opleiding aan het Conservatoire National Supérieur de Musique van Claude Ballif en Gérard Grisey. In Parijs studeerde hij tevens af op het onderwerp Ars subtilior en wel aan het École normale supérieure. Hij verkreeg een studiebeurs van het Franse Ministerie van Buitenlandse Zaken om een studie te beginnen aan de Musikhochschule Stuttgart en kreeg daar Helmut Lachenmann als docent. Andere studies omvatten onder meer elektronische muziek.
Tijdens al die studies kwamen tevens de eerste composities van zijn hand. Hij had daar al direct plaatselijk succes mee in voornamelijk Duitsland. In 1996 ontving hij een prijs tijdens de Darmstädter Ferienkurse, een soort festival betreffende nieuwe (klassieke) muziek.
Hoogtepunt in zijn loopbaan is vooralsnog de prijs van SWR Symfonieorkest Baden-Baden en Freiburg naar aanleiding van zijn bijdragen aan de Donaueschinger Musiktagen versie 2007 voor zijn stuk ...auf... III. Andre geeft inmiddels zelf ook colleges, hij doceert aan de Hochschule für Musik und Darstellende Kunst Frankfurt am Main en werkt samen met het Ensemble Modern. In oktober 2008 kwam uit die samenwerking en die met het Goethe-Instituut en Joachim Haas van de SWR üg voort, dat opgevoerd werd in de Alte Oper.
In de muziek van Andre zijn zijn beide docenten Grisey en Lachenmann herkenbaar. Een ander feit is dat hij zijn composities zo mogelijk als exacte wetenschap noteert. Zo komt men in zijn partituren tegen onder welke hoek de strijkstok de snaar moet raken van een strijkinstrument en hoe groot de druk moet zijn die op de strijkstok uitgeoefend moet worden. Voorts valt op dat in zijn meest recente composities, hij gebruikmaakt van zeer korte titel, als of het werk slechts een klein onderwerp is in een groter geheel.

## Oeuvre (selectief)
- Ein Abgrund voor bas, altviool en cello naar Georg Büchners "Woyzeck" (1992)
- Un-Fini III (1993-1995) voor piano
- Le loin et le profond voor ensemble (1994-1996)
- Fatal voor ensemble (1995)
- AB II voor contrabasklarinet, cello, cymbalon, slagwerk, piano en elektronica (1996/1997)
- Contrapunctus voor piano (1998/1999)
- Modell voor vier orkestgroepen (1999/2000)
- ...22,13... theaterstuk in drie delen (1999-2004)
- ...als... I voor basklarinet, cello en piano (2001)
- ...als... II voor contrabasklarinet, cello en piano en elektronica (2001)
- ...IN... voor versterkte basklarinet (2001)
- ...zu... voor strijktrio (2003/2004)
- asche voor ensemble (2005)
- durch voor ensemble (2005/2006)
- ...hoc... (2006)
- ...auf... III (2007) voor orkest
- iv2 voor cello solo (2007)
- iv3 voor klarinet solo (2007)
- ...es... voor kamerensemble (2008)
- üg voor orkest en elektronica (2008)
- hij voor orkest (2009)

- Bibsys: 15026027
- Bibliothèque nationale de France: cb14816899v (data)
- Gemeinsame Normdatei: 123997291
- International Standard Name Identifier: 0000 0000 8186 7220
- Library of Congress Control Number: no98091243
- MusicBrainz: 21f448ec-2787-4076-904a-b0a7530932f8
- Nationale Bibliotheek van Israël: 987007507715505171
- Nationale Bibliotheek van Polen: a0000002479105
- Nederlandse Thesaurus van Auteursnamen: 08887060X
- Système universitaire de documentation: 165867299
- Virtual International Authority File: 117580278